# Country estráda
Country estráda je český zábavný pořad televize Nova vysílaný od roku 2001. Moderátorem pořadu byl muzikant a bavič Ivan Mládek, který tímto navázal na svůj předešlý pořad Čundrcountryshow. Program byl tvořen vtipnými scénkami, jejichž autorem byl většinou Mládek, a hudebními vstupy „domovského“ Banjo Bandu a různých dalších country skupin, které mezi sebou soutěžily. Režisérem pořadu byl Petr Burian.
Pořad je reprízován na stanici Nova Gold.

## Účinkující
- Ivan Mládek
- Milan Pitkin
- Zdeněk Srstka
- Ivo Pešák
- Lenka Plačková
- Lenka Šindelářová
- Rostislav Kuba
- Jiří Mírovský
- Libuše Roubychová
- Luděk Sobota
- Alžběta Kušnírová
- Václav Upír Krejčí
- Wild West

a další...